# Tetracme bucharica
Tetracme bucharica är en korsblommig växtart som först beskrevs av Sergei Ivanovitsch Korshinsky, och fick sitt nu gällande namn av Otto Eugen Schulz. Tetracme bucharica ingår i släktet Tetracme och familjen korsblommiga växter. Inga underarter finns listade i Catalogue of Life.